# Oi Va Voi

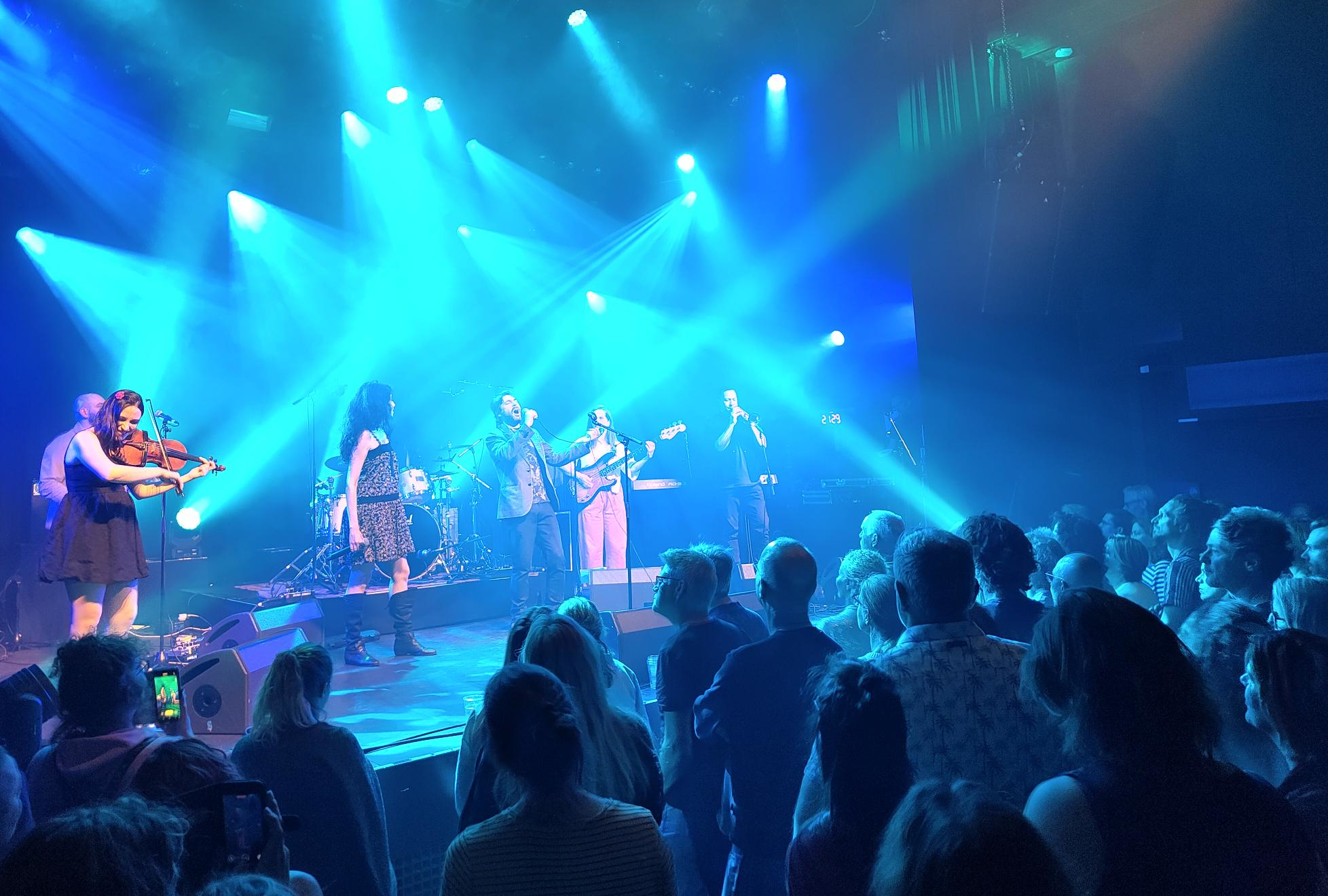
Oi Va Voi in Doornroosje Nijmegen 2025

Oi Va Voi is een band uit Londen met een Joodse oorsprong, opgericht in 2000. Hun muziek is een mengsel van klezmer, Oost-Europese muziek en dance. De naam van de groep is Jiddisch en betekent 'o, lieve god' (Engels: oh, dear god').
De leden van de band hebben een zeer diverse achtergrond. Lemez Lovas, trompettist, dj'de jazz, latin en hiphop. Drummer Josh Breslaw was lid van zowel rock- als hiphopgroepen. Ex-lid Sophie Solomon speelt al van jongs af aan viool, maar had daar tijdens haar studie genoeg van en ging techno en drum and bass dj'en.
De muziek is meer dan klezmer met een beat eronder. De bandleden zijn duidelijk diep geworteld zowel in de Joodse en andere volksmuziektradities, vooral uit Oost-Europa en het Middellandse Zeegebied, als in de dancescene. In hun teksten zijn authenticiteit en identiteit belangrijke thema's.
Hun eerste commerciële album Laughter Through Tears kwam in 2003 uit bij platenmaatschappij Outcaste. Op dit album verzorgde KT Tunstall enkele zangpartijen als gastmuzikant. Tunstall is nooit een officieel bandlid geweest, maar zij trad geregeld met de groep op. Het album won de Edison Jazz voor beste Wereldmuziekalbum in 2004. Eerder hadden ze in eigen beheer de cd Digital Folklore uitgebracht maar deze was nooit op grote schaal uitgegeven. De cd is tegenwoordig dan ook vrij zeldzaam, hoewel bij recente optredens voor het eerst de cd bij de Merchandise stand werd verkocht. Op Digital Folklore staan de nummers "7 Brothers" en "Od yeshoma" die later ook op Laughter Through Tears zouden staan, hetzij in een andere (kortere) uitvoering.
Vervolgens is er tot april 2007 weinig van de band vernomen. Sophie Solomon is geen lid meer van de band en is solo verdergegaan, KT Tunstall heeft een succesvolle soloplaat uitgebracht en heeft geen plannen om terug te keren bij Oi Va Voi. In april 2007 is het derde album van Oi Va Voi uitgekomen: Oi Va Voi. Hierop volgde een intensieve tour waarbij Nederland meerdere malen is aangedaan. Zo stond de band op het "The music in my head"-festival in Den Haag, het Zomerparkfeest in Venlo, stonden ze als opener op vrijdag in de grote Alpha tent op Lowlands en deden ze meerdere optredens in Nederland in september zoals in de Oosterpoort in Groningen, Patronaat in Haarlem en Tivoli in Utrecht.
Op 9 juli 2009 werd het album Travelling the Face of the Globe uitgebracht. Dit album werd eerst in Nederland, België en andere landen op het Europese vasteland uitgebracht, en pas later in Engeland zelf.

## Leden

### Huidige leden
2025:
- Zohara Niddam: zang, keyboard, melodica
- John Matts: gitaar, zang
- Josh Breslaw: drums, percussie
- Elizabeth Leondaritis: bas, zang
- Stephen Levi: klarinet, zang
- David Orchant: trompet, toetsen
- Sarah Anderson: viool
- Moshik Kop: drums, percussie

### Voormalige leden
- Sophie Solomon: viool, altviool, piano, accordeon, harmonica (Laughter through tears)
- KT Tunstall: zang, gitaar (Laughter through tears)
- Bridgette Amofah: zang (Travelling the Face of The Globe)
- Alice McLaughlin: zang, gitaar (Oi Va Voi)
- Anna Phoebe: viool (Oi Va Voi, Travelling the Face of The Globe, Memory Drop)

## Discografie

### Albums
| Album met eventuele hitnotering(en) in de Nederlandse Album Top 100 | Datum van verschijnen | Datum van binnenkomst | Hoogste positie | Aantal weken | Opmerkingen |
| ------------------------------------------------------------------- | --------------------- | --------------------- | --------------- | ------------ | ----------- |
| Digital folklore                                                    | 2003                  | -                     |                 |              |             |
| Laughter through tears                                              | 2003                  | 21-02-2004            | 87              | 1            |             |
| Oi Va Voi                                                           | 27-04-2007            | -                     |                 |              |             |
| Travelling the face of the globe                                    | 16-03-2009            | 16-05-2009            | 53              | 2            |             |
| Memory Drop                                                         | 09-11-2018            | -                     |                 |              |             |
| The water's edge                                                    | 2025                  | -                     |                 |              |             |